# David Gerstein

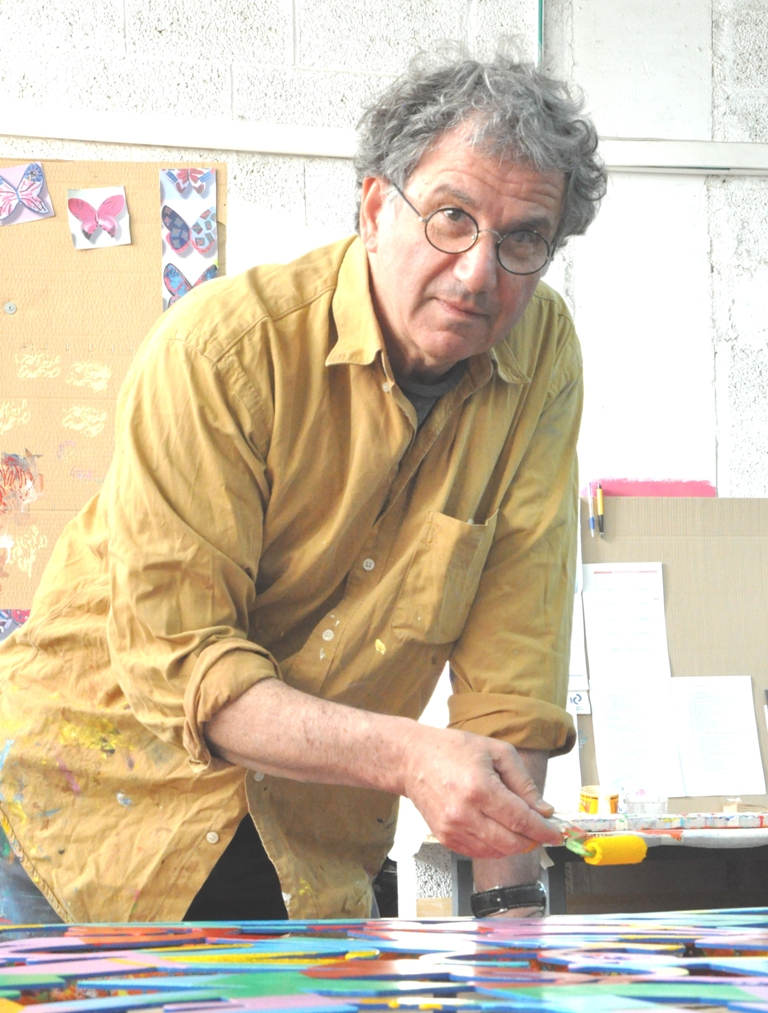
David Gerstein, 2011

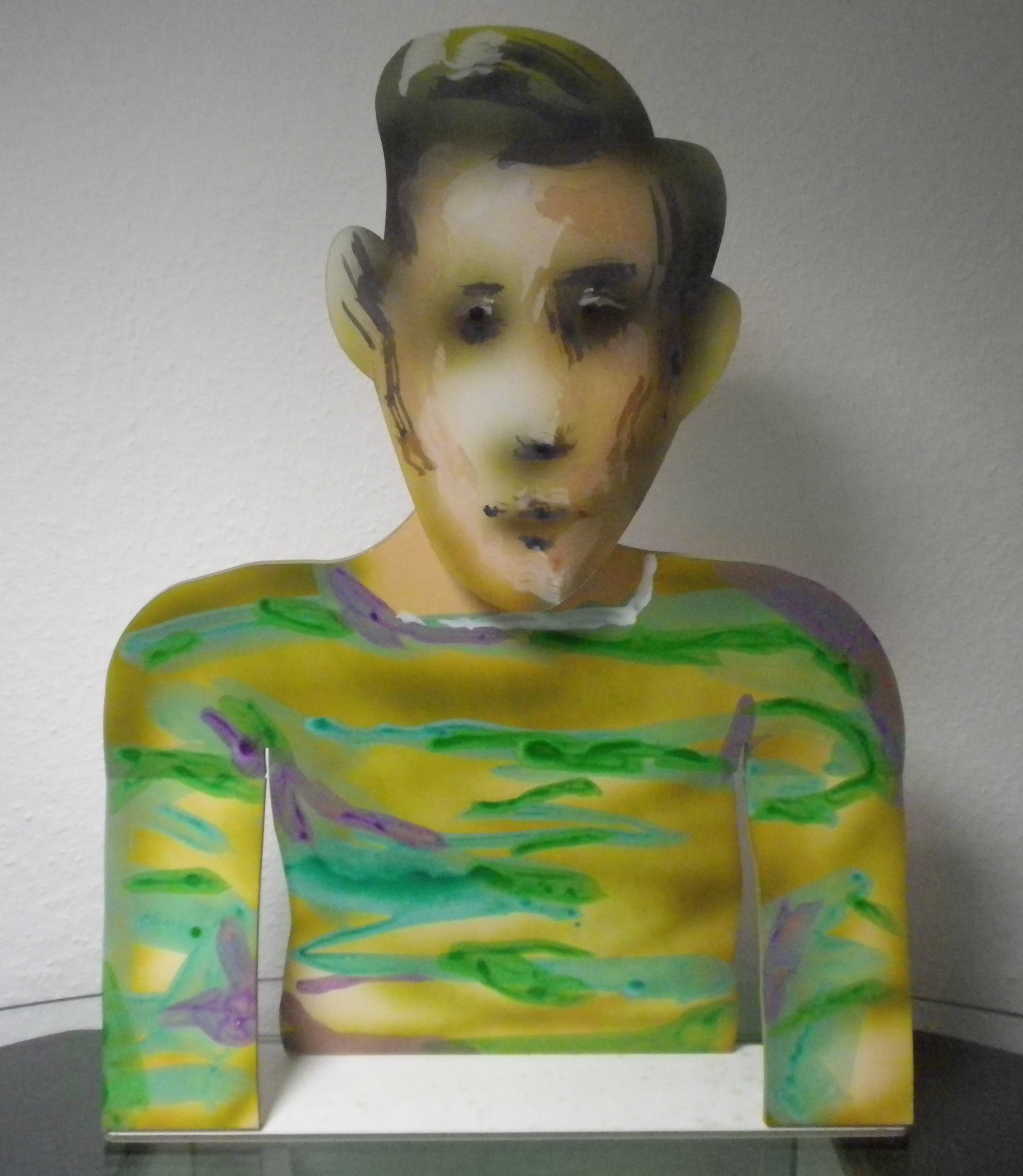
Teil einer Installation (Auditorium) auf der Euroshop 1999, Düsseldorf

David Gerstein (* 1944 in Jerusalem) ist ein israelischer Skulpteur und Maler. 

## Leben
Sein Studium der Kunst absolvierte er zwischen 1965 und 1970 in Israel (Bezalel Academy of Arts and Design, Jerusalem), Frankreich (École des Beaux-Arts, Paris), USA (Art Students League of New York) und England (St. Martins School of Art, London), wo er anschließend auch promovierte. 
Schon sehr früh begeisterte ihn das Material Metall.
1971 bis 1987 war er Kunstdozent an der „Bezalel Hochschule für bildende Künste“ in Jerusalem.
1991: Arbeit an der Cité Internationale des Arts in Paris.

## Werk

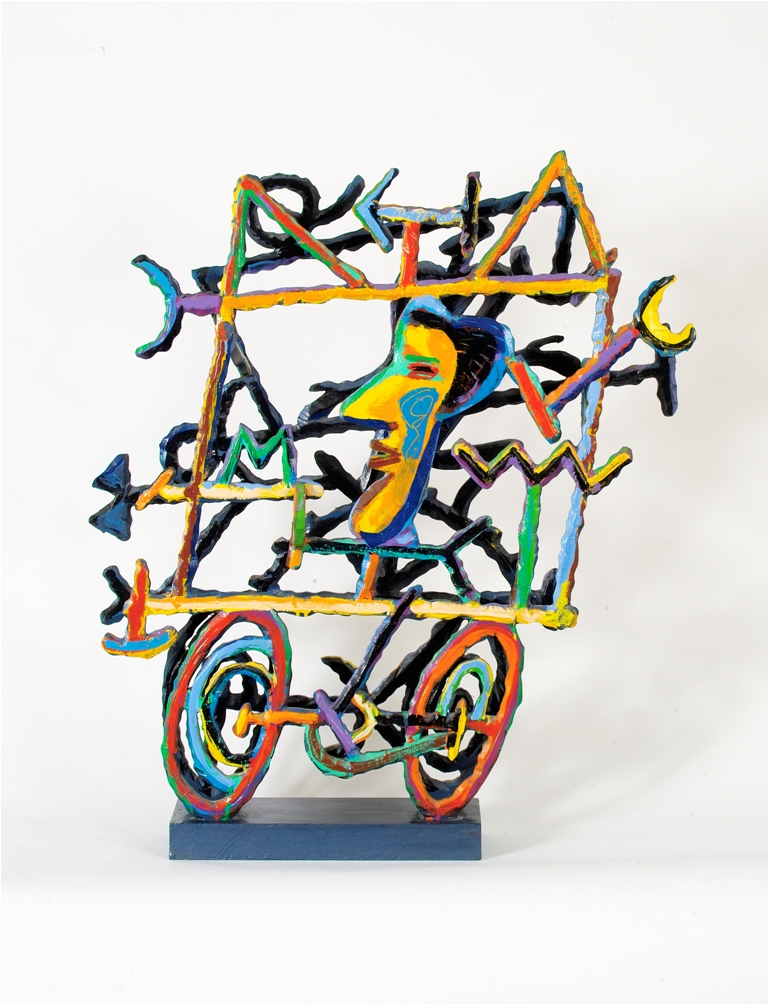
Frühes Werk von Gerstein

Das Schaffen von Gerstein beinhaltet neben seinen bekannten Wandskulpturen aus Metall auch kleinere Objekte, Gemälde, Grafiken und riesige Skulpturen und Objekte an öffentlichen Plätzen. So erfreuen sich die Kinder in Jerusalem an seiner Kunst in Form eines Spielplatzes im Park Weil. 
In seinen mehrschichtigen Arbeiten verschwimmt die Grenze zwischen dem Zweidimensionalen der Malerei und der Dreidimensionalität von Skulpturen. Seine Werke bestechen vor allem durch ihre lebendige Farbigkeit. Am häufigsten findet sich der Mensch in Bewegung als zentrales Thema seiner Skulpturen und Objekte. Aber auch Natur und Urbanität spielen eine große Rolle in seinem Schaffen. Seine Werke sind sowohl biografisch, wie auch durch die Umgebung in seiner Heimatstadt beeinflusst.
Als Gerstein zu Beginn der 1970er aus Amerika zurück nach Israel kehrte, dominierten dort Minimalismus und Konzeptionalismus:
When I returned from New York I was still very young. I immediately began teaching at Bezalel and I had to make a crucial decision for myself as an artist: should I turn to what is popular and accepted, meaning the minimalist, conceptual approaches, or go my own way and be less popular, for the moment at least., abgerufen am 22. August 2008
Er entschied sich gegen die populären Stilrichtungen. 

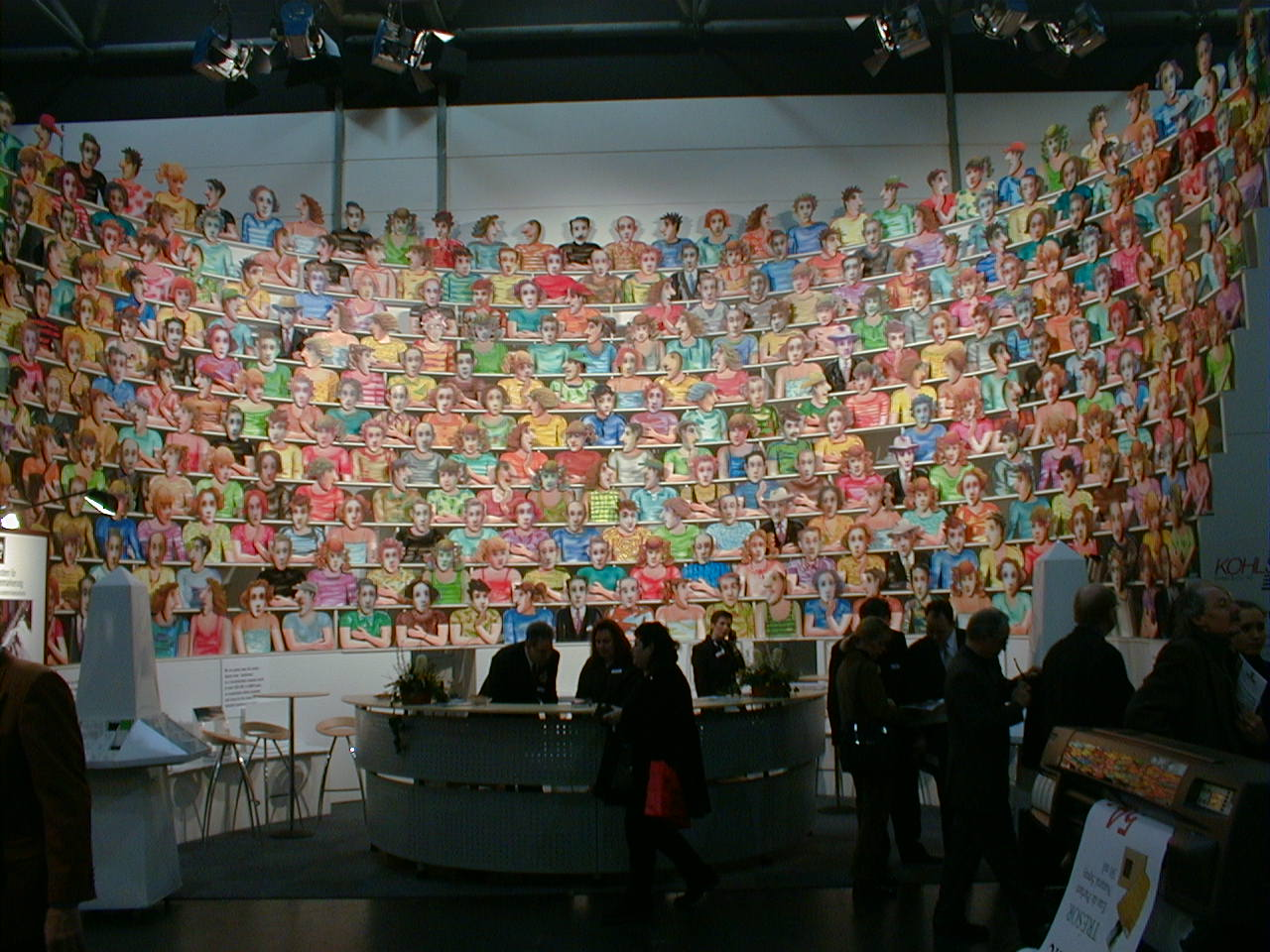
"Auditorium Euroshop '99" im Rahmen der Euroshop 1999 in Düsseldorf.

## Werke (Auswahl)
- 1988: Spielplatz im Park Weil, Gilo, Jerusalem
- 1998: Brush Strokes Cow, Wandskulptur
- 1998: a head within a head, Verwaltungsgebäude der Hebräischen Universität, Jerusalem
- 1999: Auditorium Euroshop `99, Installation, Messe Euroshop, Düsseldorf 1999
- 2000: butterflys, Horev Einkaufszentrum, Haifa
- 2002: New Tango II, Gemälde (Öl auf Leinwand)
- 2002: Yellow Shirt, Wandskulptur
- 2005: Where do we come from?, Gemälde
- 2006: Side Walk, Wandskulptur
- 2006: Favorite Cow, Serigrafie
- 2007: TOUR DE FRANCE, Wandsskulptur
- 2008: Armstrong, Skulptur